# 南華足球隊歷史
南華足球隊歷史悠久，起源於1904年成立的華人足球隊，成立之初為使到香港華人能夠參與當時由洋人獨佔的香港足球運動。華人足球隊於1910年更名為南華足球會，於1916年遷往跑馬地樟園之會址，及正式加入香港足球總會。其於1917/18年香港足球聯賽賽季首次加入香港乙組足球聯賽，翌年再派隊加入甲組聯賽參賽，令到球隊分成甲、乙兩組與其他的西方人足球隊競逐。
南華足球隊是香港職業足球隊中奪得香港頂級聯賽冠軍次數最多的球隊，共41次，比第二多的傑志和第三多的精工高出近4倍。此外，南華29次奪得高級銀牌賽冠軍、8次總督盃冠軍、10次足總盃冠軍和3次聯賽盃冠軍。其中兩次（87/88年及90/91年賽季）囊括聯賽、高級銀牌、總督盃和足總盃四大錦標成為「四冠王」。 其成績在香港足球壇上前無古人，後無來者。而南華過去面對外隊都屢有佳作，其中擊敗聖保羅、熱刺、南斯拉夫以及借將對洛杉磯銀河勝出等都為人津津樂道。亦正是種種原因，南華成為香港最受歡迎的足球隊之一。
南華足球隊歷史主要分成第二次世界大戰前、前期、中期和近期4個主要部分。大戰前時期由於是少數的華人足球隊，加上出產「中國球王」李惠堂，故此一直受到足球迷的喜愛。在中前期（即大戰後至1950年代），南華雄霸球壇，奪標無數。1950至1970年代，南華的「一哥地位」受到九巴及傑志等挑戰，不過由於南華本身雄厚的實力及坐擁大批足球迷，南華始終守在前列位置。到了1980年代初期南華處於低谷，連續5個球季都被精工奪得冠軍，期間數次更需要護級，引發兩次大規模足球流氓擾亂治安的事件，更首次需要降班，獲足總挽留才得以留級。1990年代中期，被東方挑戰，曾經大敗0:5。及至年禧年代初期，南華一度以「全華班」組織下，再次陷入降班危機，在羅傑承重掌足球部主委後，鋭意革新，終於重返甲組聯賽榜首，並且在亞洲賽事上有良好表現。

## 戰前（1908年－1945年）

### 成立初期
1841年英國佔領香港，駐守香港的英國炮兵和皇家海軍將足球運動引入香港，但屬只限於洋人參加的玩意。1904年創辦的香港學界足球賽事，參賽的學校有皇仁、聖士提反、拔萃及聖約瑟等。
三年後的1908年，以莫慶 為首的華人學生組成了香港第一支華人球會──「華人足球隊」，成立目的為在洋人獨佔的香港足球運動上讓華人參與。球隊早期借用上環水坑口育才書社為會址，並以大坑足球場練習，後來因路途遙遠改借灣仔書院為會址。1910年才更名「南華足球會」，1916年成立「南華遊樂會」，遷往跑馬地樟園之會址，並正式加入香港足球總會，參加乙組聯賽，1918年升上甲組。
1910年南華代表中國華南地區參加在南京舉行第一屆全國運動大會，並奪得冠軍。1913年以南華球員為主力的中華民國足球隊參加在菲律賓馬尼拉舉行的第一屆遠東運動會，因舟車勞頓而以1-2負於地主菲律賓。兩年後的遠東運動會由上海主辦，再次以南華球員為主力參賽，決賽再遇菲律賓，成功擊敗對手為國增光。

### 二十年代
1920年南華定名為現在的南華體育會。南華在成立初期四出發掘有潛質的年青華人足球員，而其中就在1922年香港學校「夏令營杯」足球賽中發發掘了當時年僅17歲的李惠堂。李惠堂在賽事中擔任前鋒，他以高超的足球技巧、卓越的領導才能和驚人的進球數帶領學校球隊獲得佳績。賽後立即被吸收加入南華足球隊，並參加香港乙組足球聯賽。
1923年南華首次遠征澳洲，由莫慶任領隊，統率隊員梁玉堂、劉慶祥、陳蘇、吳錦泉、梁棣芳、黃瑞華、林玉英、彭錦榮、葉九皋、黃柏松、李惠堂、陳光耀、郭賽根、張鍚恩、王振升及申國權，共作賽24場，取得8勝7和9負的成績。
從澳洲回港後，李惠堂獲提升上甲組，就在這季（1923/24年球季）南華首次成為聯賽冠軍，打破了洋人球隊壟斷香港甲組足球聯賽的局面。而於之後的數個球季南華也取得佳績，數次打入三甲，更奠定了以後南華成為香港的聯賽「一哥」地位。1925年李惠堂轉戰上海，投效樂群。1927年南華租用現時加路連山道會址，興建足球、田徑、排球及籃球場。同年大部分南華骨幹主力球員轉投新成立的中華，衹餘下了陳蘇及劉慶祥兩人勤皇未去，南華實力一落千丈，而中華則連奪三屆聯賽冠軍。

### 三十年代

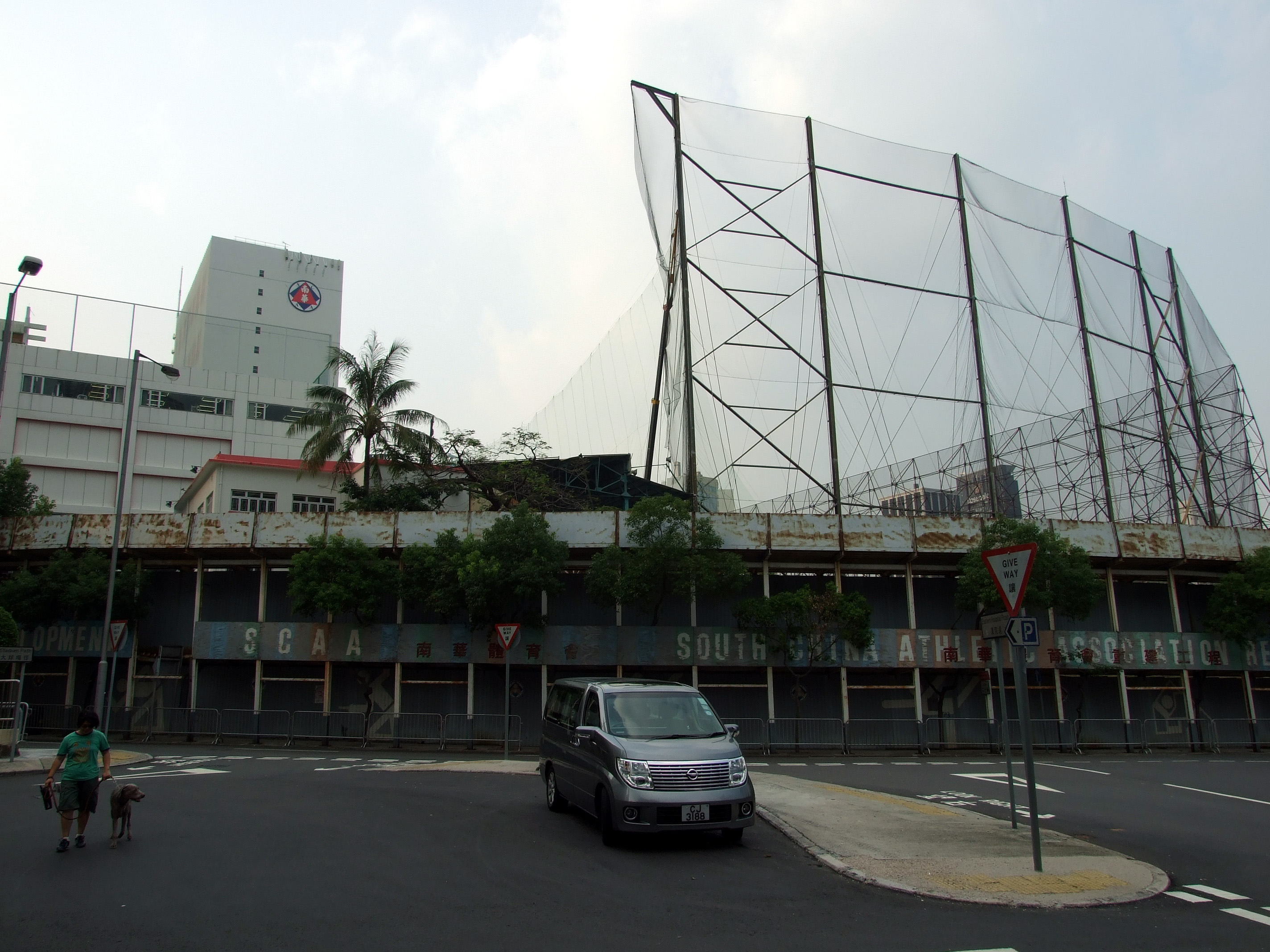
加路連山球場現況

1930年代是南華的第一個王朝，1931年李惠堂重投南華，擔任隊長，當時南華的實力非常強，由1930年至1941年賽季中共奪得了八次聯賽冠軍（1930/31年、1932/33年、1934/35年、1935/36年、1937/38年、1938/39年、1939/40年、1940/41年）。而由於南華球員眾多，自1936/37年球季起甲組的南華便分成「南華南」和「南華華」兩隊作賽，分半後南華的實力卻沒有減退，反而「南華南」和「南華華」卻經常在聯賽雙雙殺入三甲，在1939/40年賽季更包辦冠、季軍。
1934年加路連山運動場館落成啟用，館外設有兩層看台，可供觀看足球及排球場比賽。而於1936年於德國柏林舉行的第十一屆奧林匹克運動會，中華民國政府代表隊獲邀出席，而預定足球隊的22人名單中，竟有14位球員來自南華或為前南華球員，而其中隊長就是李惠堂。
於1936年年中，一眾南華球員帶領的中華民國足球隊由於經費不足，於是展開亞洲巡迴表演賽以籌募旅費。中國隊在此次巡迴賽中的27場賽事中共取得23場勝仗，以及4場賽和，未嘗敗績，合共踢進113球，即平均每場球賽攻進4球。
1936年8月6日，中國隊在柏林奧運首場便抽得與當時實力強橫，由國內業餘球員組成的英國隊對壘，傳媒普遍預計英國隊可以輕鬆大敗中國隊，但出乎意料地不但半場賽和0比0，雙方亦互有攻守，雖然最後中國隊以0比2落敗，但賽後上陣的共8位南華隊員（包家平、李天生、譚江柏、黃紀良、曹桂成、馮景祥、李惠堂和葉北華）都大獲好評，其中李惠堂更被形容為「中國球王」。
正因為這些煇煌戰績加上是香港少有的華人足球隊，南華吸引了一大批忠實球迷，而這點也成為南華比其他強隊優勝的地方。

### 第二次世界大戰
日軍佔領香港期間香港足球聯賽由1941年至1945年的四年全面停止，香港足球發展遭到嚴重打擊，期中南華的加路連山運動場更被日軍進駐。但戰爭同時也給了南華一個優勢，香港洋人球隊在戰後減少，令一眾華人球隊急速冒起，而南華發展也步入了中期。

### 戰前球隊榮譽
| 競賽名稱   | 次數 | 年份                                                                     |
| ---------- | ---- | ------------------------------------------------------------------------ |
| 甲組聯賽   | 9    | 1924年、1931年、1933年、1935年、1936年、1938年、1939年、1940年、1941年； |
| 高級銀牌賽 | 9    | 1929年、1931年、1933年、1935年、1936年、1937年、1938年、1939年、1941年； |

粗體字年份奪得雙料冠軍

## 二十世紀中前期（1945年－1960年）

### 戰後復員
戰後的首個聯賽球季，於1946年1月5日才告展開，只有10支球隊進行單循環比賽，洋人球隊空軍（R.A.F.）最後獲得到冠軍（值得一提的是，這是最後一隊奪冠的香港洋人球隊）。而於翌年1946/47年球季，聯賽開始恢復正常，包括南華在內的數支球隊也重返甲組，而李惠堂亦於1947年正式掛靴。 在這屆，南華敗給「噴射機」星島，屈居亞軍。而在1948/49年球季，南華南得到冠軍，雖於1947/48球季和1949/50球季敗給傑志，但南華依然無風無浪的踏入五十年代的王朝。

### 五十年代
五十年代是南華的第二個王朝，南華於1951年至1960年間共得到1950/51、1951/52、1952/53、1954/55、1956/57、1957/58、1958/59和1959/60年的八屆聯賽冠軍，於盃賽上亦有優異成績，得到1955、1957、1958和1959年的高級銀牌賽冠軍。其中「南華三條煙」（莫振華、姚卓然及何祥友）亦成功吸引大批球迷。1953年南華會球場興建可容納12,000人之三合土看台啟用。
五十年代初期南華、傑志及九巴鼎足而立，其中又以綽號「原子巴士」的九巴（又稱為「巴士」）對南華威脅最大，九巴得到1953/54年球季冠軍，各賽季中也力逼南華，當年雙方碰頭被稱為「南巴大戰」，吸引大批球迷觀戰。其後有東方組織巨型班，奪得1955/56年球季冠軍，而東華及愉園相繼升級後亦有一定成績，不過南華依然是沒有對手下的班霸。
1950/51年球季胡好入閣南華，同時將上屆聯賽冠軍傑志全隊球員包括「小黑」姚卓然帶「上山」投效，順利奪得聯賽冠軍。
1953/54年球季南華、九巴及傑志三強鼎立，雖然最終九巴奪得聯賽冠軍，但南華在兩循環的「南巴大戰」均取得勝利。1953年11月22日聯賽首循環於下午4:15在加建新看台後的加路連山南華會球場舉行，由於兩隊實力接近而引起球圈哄動，球場絕早爆滿，觀眾人數接近兩萬人，當日門票售價一元二角，據稱有人願意付出五百港元成為南華會名譽會員以換取免費門票。 頭場兩隊乙組對壘，九巴大勝4-0。賽前九巴在球場附近的酒店預訂房間作更衣之用，而主場的南華則在宿舍休息，正本戲展開，九巴攻勢較盛，但鋒將鄧宜杰在14分鐘頂球後落地撞爆左眼角離場治理，南華乘機反攻，朱榮華底線傳中，郭英樂迎頂破網，南華1-0領先完半場；下半場九巴展開圍攻，但南華門將譚迺壎演出神勇，將險球一一化解，南華力守1-0終場取得勝利。1954年3月13日聯賽次循環仍在南華會球場舉行，賽前九巴15戰得26分排聯賽榜第二位，而同為15戰的南華與17戰的傑志同得24分列第三、四位，排頭的陸軍雖然有27分，但已比賽18場，爭標機會較低。戰幕揭開，九巴先採攻勢，譚煥章有一次近門頂球中柱不入；及後南華展開反攻，17分鐘朱榮華傳交莫振華俯身頂入成1-0，南華打開紀錄後攻擊急勁，先後獲得6次角球，惟未能擴大優勢，一球領先完半場；下半場43分鐘（當時甲組比賽全場共70分鐘，半場35分鐘，即下半場8分鐘）九巴李春發大腳吊前，司徒堯迎頂入網扳平1-1，九巴攻擊轉盛，司徒文及李大輝先後失機未能反先，南華在末段反攻，戰至67分鐘，莫振華射門中柱彈出，姚卓然再射被擋出不遠，「太子」李育德 衝前加一腳入網，完場前3分鐘領前2-1，直到終場維持勝果。兩循環兩挫強敵兼在聯賽榜追平九巴。 甲組聯賽因香港足球代表隊參加在馬尼拉舉行的第二屆亞運會而在5月初暫停。戰至最後一輪聯賽，九巴23戰得39分排頭位，南華少一分緊隨其後，傑志僅得34分排第三，但傑志較早前在決賽3-2擊敗九巴奪得特別銀牌冠軍；九巴在5月19日以4-0擊敗弱旅空軍穩得冠軍錦標，而南華於翌日4-1大勝光華亦無法反先，是少有「四大皆空」的年度。
1954/55年球季南華補入年青的何祥友，「三條煙」初見組成，實力有增無減，聯賽24戰得40分，射入103球，次循環3-2擊敗九巴，使南華最終以兩分反壓九巴重奪失落一屆的聯賽錦標。而特別銀牌先後淘汰星島（4-1）、九巴（5-3）及傑志（1-0）晉級決賽，1955年3月26日決賽對陸軍，談笑用兵大勝6-1，同日南華乙組隊亦以4-3擊敗陸軍乙組隊，南華兄弟一同贏得銀牌錦標。 在香港稱低劣的足球比賽為「海軍鬥水兵」，本賽季的海軍在聯賽24戰未敲勝鼓，僅賽和三場得3分，後防合共失掉147球之多，平均每場失超過6球，在首循環更被南華狂數13-2。
1949年中華民國遷台後，透過擔任代表隊教練李惠堂的關係在香港挑選球員參加各項國際大賽，其中大部分為南華隊員，曾贏得1954年及1958年亞運會足球冠軍。南華於1913年代表中國參加遠東運動會開始，直到1970年代初香港球員被禁止代表其他地區，才結束與中國隊長達50多年的緊密關係。

### 中前期球隊榮譽
| 競賽名稱   | 次數 | 年份                                                                     |
| ---------- | ---- | ------------------------------------------------------------------------ |
| 甲組聯賽   | 9    | 1949年、1951年、1952年、1953年、1955年、1957年、1958年、1959年、1960年； |
| 高級銀牌賽 | 5    | 1949年、1955年、1957年、1958年、1959年；                                 |

粗體字年份奪得雙料冠軍

## 二十世紀中後期（1961年－1980年）

### 六十年代
六十年代初的香港球壇背景甚為複雜，各項聯賽和盃賽冠軍都由南華、九巴、星島及愉園瓜分，是香港足球史上一大亂世，但南華依然是眾多球隊中奪冠最多的，分別得到1960/61和1961/62兩年球季冠軍。
1965年香港足球總會為慶祝成立50週年而舉辦金禧盃，採用兩回合累計淘汰制，第一輪南華1-1、3-2淘汰愉園，第二輪4-3、3-1擊敗東昇，準決賽2-1、3-2淘汰星島，晉級決賽對東華。1965年1月17日決賽首回合在政府大球場舉行，東華有主將高保強因傷缺陣，但與南華仍能拉成均勢，兩無紀錄0-0完半場；54分鐘東華姚卓然禁區邊射入先拔頭籌，58分鐘何祥友為南華扳成1-1，69分鐘「蝦仔」郭錦洪主射禁區外自由球中鵠為南華反先2-1，東華反攻，僅4分鐘後伍炎勝亂軍中射入追平2-2，79分鐘「牛屎」黃志強接應角球射入再超前3-2，但僅兩分鐘後「怪腳」袁權韜又射入「世界波」再度扳成平手，首回合雙方3-3不分勝負。1月24日次回合，大球場有爆場的27,000多球迷入場觀戰，東華原班人馬應戰，而南華則有小將陳建輝「掛帥」代替受傷的李德煒，南華以快打慢，開賽僅兩分鐘陳建輝連環施射得手首開紀錄，兩分鐘後何祥友錦上添花射成2-0，27分鐘陳建輝接應曾鏡洪長傳射入，個人梅開二度成3-0完半場；易邊再戰，49分鐘陳強為東華打破光蛋追近1-3，南華主守直到鳴笛終場，兩回合累計6-4奪得首屆金禧盃，賽後由港督戴麟趾頒獎。
而至六十年代中後期，領先球隊產生變化，變成南華、星島和「商業大軍」怡和，其中南華和有「一代球王」張子岱坐鎮的星島之間競爭較為劇烈，雙方每次碰頭均成為焦點，只星島於聯賽上卻運氣甚差，自1964/65球季至1969/70球季都是季軍或亞軍。而南華則取得1965/66年、1967/68年、1968/69年的三屆聯賽冠軍，依然是聯賽的上游份子。1968年香港推行職業足球，惟南華仍維持業餘身份，直到1980年才全面職業化。1969年許晉奎出任南華會足球部主任，直到1975年升任副主席才離職。

### 七十年代
七十年代初，南華在失去1970/71年球季冠軍後，終於擺脫星島和怡和的追擊，得到1971/72年球季冠軍。本以為南華在怡和退出聯賽和星島實力減弱後將會稱霸香港球壇一段時間，可是於1972/73年球季，香港球壇出現了一隊令人驚喜的新秀精工。精工於1970年成立，成立首季便以53分高踞丙組聯賽榜首升上乙組作賽，1971/72年球季精工再於乙組聯賽輕鬆奪冠，以「升班馬」姿態再殺上甲組，於南華陣中挖走胡國雄，而於1972/73年球季便力壓南華奪甲組冠軍。1972年南華名宿何祥友獲頒MBE勳銜，是首位受勛的華人球員。
1970/71年球季甲組球隊增至14隊，南華基本保留上屆人腳，只聘請郭石擔任專職教練。 衛冕冠軍怡和仍保持巨型班本色，而異軍突起的流浪獲得趙不弱及陳瑤琴伉儷入閣後到蘇格蘭班兵，簽入「耶穌」居理、「大水牛」華德及「長頸鹿」端納三將，帶起引進外援的熱潮。聯賽第二及三週即分別以1-3及0-2負於流浪及怡和，對流浪所失的3球正正由3名洋將包辦。金禧盃南華初賽7-2大勝警察，複賽遭遇「職業大軍」消防，在完場前獲得十二碼，但黃志強主罰「宴客」，加時後仍然各一平手，11月18日重賽先有彭志光「擺烏龍」，繼而發生黃志強與劉希互相毆打事件，雙雙被逐離場，最終以1-3落敗被淘汰， 事後黃與劉各被判罰停賽8星期。 這個球季再有3支球隊包括東方、消防及電話轉為職業球隊， 南華維持傳統，保持業餘球隊的身份，所以沒有參加只有職業球隊參賽的職業聯賽。高級銀牌賽南華初賽由陳錫祥梅開二度，2-0淘汰陸軍， 複賽面對警察，對手排出窩利士搭麥拉倫「雙鬼拍門」陣，南華兩度領先而被對手扳平2-2完場，加時更被窩利士射入反超前，直到完場前半分鐘才憑張浩權的入球倖免於出局。 重賽南華由黃志強先拔頭籌，警察賴窩利士扳平，加時後仍然1-1平手，兩場劇戰共220分鐘依然不分勝負。 第二次重賽警察窩利士首開紀錄，南華全力反撲，先由黃志強扳平，下半場由陳朝基頭球破網頂成2-1終場，幾經辛苦才晉級準決賽。 四強對怡和，雖然怡和憑黃文偉禁區邊命射中柱彈入1-0領先上半場，但下半場陳朝基連下兩城成2-1，南華晉級決賽對流浪。5月16日決賽對當時排聯賽榜首兼未嘗敗積，聯賽兩勝南華的流浪，政府大球場竟然未有爆場，只有九成的25,061名球迷上座，22分鐘流浪先由「大水牛」華德開紀錄，40分鐘南華陳朝基扳平，1-1返回更衣室；換邊再戰，南華稍佔優勢，59分鐘陳朝基射入2-1南華後來居上，流浪調整陣容後搶回優勢，79分鐘華德接應角球頂入追平2-2，後補入替的溫耀球在82分鐘替流浪射入成3-2完場，流浪捧走銀牌錦標。 最後流浪以兩分力壓怡和奪得聯賽冠軍，成為「雙料冠軍」得主，而南華在聯賽僅排第七位，連續兩年空手而回。本賽季港會在聯賽26戰零勝零和得零分，成為名副其實的「三零部隊」。怡和於5月30日宣佈退出聯賽。
1971/72年球季南華獲得退出聯賽的怡和的兩員大將仇志強及黃文偉投效，更從東昇邀得胡國雄過檔，實力大為增強。香港足球總會舉辦「淘汰盃足球賽」代替不受歡迎的「職業聯賽」，並獲得英美煙草公司冠名贊助稱為總督盃。 初賽南華1-0淘汰九巴，複賽2-0擊敗東昇，四強3-1力克消防，晉級決賽對流浪。1972年1月23日總督盃決賽在政府大球場舉行，決賽票價雖然提高，但在賽前已預售沽清，入場球迷高達28,321人，無綫電視現場直播，上半場由於雙方心情緊張，球來球往，過程平淡，僅36分鐘郭家明頂空門被陳世九護門頂出較為危險，0-0完半場；下半場初段仍然互有攻守，直到62分鐘陳朝基深入流浪底線傳中，陳志偉伏兵門前頂球入網先拔頭籌，流浪大舉反攻，南華有陳世九肩膀脫臼及駱德輝被踢爆鼻骨先後離場，流浪雖有攻勢，但不能射破仇志強十指關，南華保持1-0終場，贏得第一屆總督盃冠軍，賽後由英美煙草香港區總經理裘利頒獎，由隊長曾鏡洪接過冠軍銀盃外，尚有冠軍獎金15,000港元，名利雙收，而這亦是南華經過兩季「四大皆空」後首面錦標。
1972年5月21日南華以4-1擊敗電話後，24戰得37分，拋離第二位少賽一場的加山7分，提早兩輪確定重奪失落兩年的聯賽冠軍。 南華在銀牌幾經艱難，於初賽2-2、重賽3-1淘汰消防，複賽0-0、重賽1-0擊敗九巴，入到四強才稍輕鬆以6-2大勝荃灣，晉級決賽對東方。5月24日銀牌決賽於政府大球場夜賽，再有爆場之盛，共有28,286名球迷入場，上半場18分鐘東方門將何容興接球脫手，胡國雄及時趕到射入，南華先開紀錄，30分鐘梁兆華禁區內勾倒袁權益，東方獲判十二碼，袁權益親自操刀成1-1，完半場雙方不分高下；下半場東方初段稍佔優勢，無奈久攻不下，南華逐漸取回控制權，36分鐘黃文偉射門，場濕地滑，「高佬興」竟讓皮球從脅下漏入網窩，南華就憑對方門將兩度出錯以2-1擊敗東方奪得銀牌，賽後由足總主席廖烈武頒獎，南華以全華班一季內奪得三項重要錦標，成為「三冠王」。
1972年5月28日應屆「三料冠軍」南華出戰擁有「球王」比利的山度士，上半場南華以原班人馬上陣，開賽僅4分鐘比利傳交雅美達先拔頭籌，到39分鐘這對組合再下一城成2-0完半場；下半場消防借將張子岱、張子慧、鄭潤如及葉尚華入替陳朝基、黃志強、曾鏡洪及梁兆華，48分鐘捷達再入一球成3-0，到64分鐘雅美達連中三元射成4-0，客軍稍為放鬆，70分鐘南華在禁區邊獲得罰球，張子岱撥交胡國雄一射中鵠，追近成1-4，到81分鐘張子岱妙傳胡國雄梅開二度，射成4-2直到完場。 這場比賽連同稍後由山度士分別對抗消防（3-1）及（4-2）被拍成紀錄片《球王妙技》在香港上映。
1972/73年球季南華面對來勢洶洶的「百萬大軍」精工，在失去胡國雄後，補入袁權益及陳國雄，開季後更邀得大馬國腳王春華加盟，仍然不失班霸地位，和精工拉成平手，季初更位列榜首。但隨著金禧盃被精工淘汰（1-0、0-3，累計1-3）及總督盃於初賽已敗於流浪（1-1、十二碼3-4）而無緣衛冕，王春華體弱而耐戰力不足及陣中球員青黃不接的問題逐漸浮現。1973年3月21日南華與精工在聯賽首次相逢，南華留前鬥後，居理在上半場17分鐘為精工先拔頭籌，下半場南華大舉反撲，易邊後僅1分鐘即由黃文偉扳平，王春華梅開二度成3-1完場，報卻金禧盃被淘汰之辱。 南華在銀牌初賽3-0擊敗星島過關，複賽同樣以3-0淘汰九巴，準決賽冤家路窄再遇精工，以0-1僅負而緣盡銀牌賽。在銀牌出局後4日，南華在聯賽僅能與電話0-0賽和，聯賽失分與精工相同。 聯賽賽程因港隊先後出外參加亞青盃及世界盃外圍賽而延至6月才煞科，在尚餘三輪比賽時，南華以兩分落後精工，6月3日南華以1-3負於中游球隊鐵行， 但柳暗花明，三日後精工竟以0-5大敗給愉園。6月9日南華3-0擊敗流浪保住一絲奪標希望， 但翌日不容有失的精工亦以2-0擊敗鐵行，由於得失球差大幅領先南華，就算壓軸戰敗於南華不超過6球亦可獲得首次聯賽錦標。6月13日聯賽閉幕戰由榜首兩隊精工、南華對壘，在埔頭挑燈夜戰，雖然大局已定，仍有15,236名球迷冒雨進場觀戰，上半場6分鐘陳朝基為南華先開紀錄，37分鐘羅桂生門前解圍，但皮球撞中「大水牛」華德反彈入網被精工扳平，上半場各一平手；下半場56分鐘胡國雄妙射為精工反超前2-1，南華展開反擊，直到74分鐘黃文偉為南華射入扳平，僅1分鐘後，袁權益右翼斜射中柱彈入網窩，南華再領先3-2直到完場。 精工贏得聯賽冠軍，連同早前奪得的總督盃及銀牌，成為「三料冠軍」，成績比美上屆的南華，但南華卻在兩循環的聯賽兩勝精工，整季5次對戰錄得3勝2負的成績。
南華與精工每次碰頭都會吸引大批球迷觀戰。1976年11月28日兩隊合演一場經典「南精大戰」，當日大球場爆滿，入場觀眾高達28,156人。上半場初段南華乘精工陣腳未穩，10分鐘由尹志強先開紀錄，18分鐘施建熙射成2-0，兩分鐘後馮志明錦上添花成3-0，戰至30分鐘，精工區永雄禁區內手球被罰十二碼，馮志明一針見血連下四城成4-0絕對優勢，如夢初覺的精工才急起直追，34分鐘南韓中鋒金在漢頭球破網扳回一球，39分鐘胡國雄為精工追成較接近的2-4完半場，而南華鋒線最具威脅的施建熙於40分鐘因傷退下火線。下半場精工大舉反攻，65分鐘金在漢再以頭球攻門得手成3-4，僅一分鐘後，胡國雄殺入禁區，離門12碼勁射地波入網扳平4-4，這時精工氣勢大盛，此消彼長，南華陣腳大亂，68分鐘胡國雄右路傳中，張子慧頭槌攻門，何容興接球甩手，被伏兵門前的居理「執死雞」射入反勝5-4。
兩隊壟斷了七十年代的香港球壇，南華得到1971/72、1973/74、1975/76、1976/77和1977/78年的五屆聯賽冠軍，1977/78年球季聯賽更以22戰20勝2和全季不敗成績獲得冠軍， 而精工則得到1972/73、1974/75、1978/79和1979/80年的四屆聯賽冠軍。可是南華於近八十年代時，成績卻每況越下，而精工則變得更強，南華的發展也步至近期。1978年梁能仁獲得首屆香港足球先生。

### 二十世紀中後期球隊榮譽
| 競賽名稱     | 次數 | 年份                                                                             |
| ------------ | ---- | -------------------------------------------------------------------------------- |
| 甲組聯賽     | 10   | 1961年、1962年、1966年、1968年、1969年、1972年、1974年、1976年、1977年、1978年； |
| 高級銀牌賽   | 4    | 1961年、1962年、1965年、1972年；                                                 |
| 高級組金禧盃 | 3    | 1965年、1968年、1969年；                                                         |
| 總督盃       | 2    | 1972年、1980年；                                                                 |

粗體字年份奪得雙料冠軍；再加斜字體年份奪得三冠王

## 二十世紀後期（1981年－1999年）

### 八十年代
到了八十年代初期，在七十年代末跟南華不相伯仲的精工變得更為強大，不但連續封王四個球季，更簽入有世界盃經驗的荷蘭國腳迪莊（Theo de Jong）、穆倫（Gerrie Mühren）、韋伯、海恩、連尼加賀夫（René van de Kerkhof）及南寧加（Dick Nanninga）等。 相反，南華的球員卻因精工條件較吸引和南華成績差而紛紛過檔，雖然南華於1981年打破傳統，聘請非華籍外援，引入包括黎路臣、韋迪、戴卓爾、李斯達及楊確等5名曾在西德效力的「洋和尚」， 但南華實力仍然大減而三甲不入，球隊更連續兩個球季要陷入降班的危機。在1981/82年球季中，僅在最後一場比賽中以4:1擊敗海蜂，僅以一分之微壓過加山成功護級。而1982/83球季由黃興桂帶領的南華再度陷入護級旋渦，雖然聘用透過荷蘭勞工部推介來港的范蘇斯、沙貝加及赫文高， 期間戰績為1勝3和9負，黃興桂帶隊僅半年於1983年2月掛冠而去，由隊中球員兼教練米勒（Alex Miller）接手， 但這次的運氣卻用盡，球隊位聯賽榜榜末，須降班至乙組聯賽，幸好及後得足總破例挽留，才可繼續留在甲組比賽。
1982年4月16日排在聯賽榜尾二及三的加山及南華進行護級戰，大球場一早爆滿，入場人數達到27,957人，是當季繼精工對寶路華後第二場「爆棚波」，雙方激戰90分鐘後以0-0打成平手，各得1分同得13分，南華得失球率佔優而排尾三。無綫電視更在《歡樂今宵》直播10分鐘的比賽。 賽後9:50約3,000名球迷聚集在加路連山道南華會宿舍前等候南華球員，因聚集人多，南華球員由警員護送返回宿舍，期間有球迷指稱尹志強及陳懷偉表現欠佳而叫囂鼓噪，兩人被迫折返球場，有部分滋事者在人羣中煽動，燒報紙及推倒垃圾箱，製造混亂。約10:30由30多名警察機動部隊警員組成人鏈驅趕聚集的球迷，人羣循棉花徑及加路連山道離開球場，但有人惡意破壞，將南華會保齡球場大門一塊玻璃搗毀，更沿途見車踢車，推倒垃圾箱及告示牌，更縱火焚燒一個垃圾站，禮頓道、摩利臣山道以至波斯富街的商舖紛紛落閘提早停止營業，警方增援驅趕滋事青年，直到11:00全部群眾散去才結束，期間共拘捕6名滋事青年。
1982/83年球季，南華經歷上季千辛萬苦才成功保級，由主席許晉奎出馬邀請周殿銘出掌足球部主任，更從東方挖角將黃興桂帶上山任教，並在荷蘭及本地招兵買馬，組成三百萬元大軍，希望重振雄風。新季分別棄用梁能仁、池一坡、何容興、葉志強及上屆表現不佳的外援，羅致陳國樂、陳世芳及麥競勳三名新秀，並從荷蘭引入范蘇斯、沙貝加及赫文高三員及保留上屆效力的黎路臣、韋迪及楊確等合共6名外援，實行累積獎金制度，務使球員場場盡力。
1982年9月19日南華與寶路華在新球季首度出師，吸引20,903名球迷入場，季初波兩隊均未入狀態，上半場22分鐘南華韋迪先開紀錄，39分鐘寶路華基頓門前頂入扳平1-1。下半場58分鐘蔡育瑜禁區拉基頓被罰十二碼，基頓親自操刀但乏力被黃文財接去；完場前四分鐘，寶路華鮑維亂軍中挑射擊中沙貝加左手，球證董炳炎判罰南華第二個十二碼，南華球員認為「波打手」不服判決，而教練黃興桂亦與旁證理論，黃文財一度放棄把關以示抗議，惟亦無效，鮑維主射中鵠成2-1，在場球迷認為球證判決不公，開始叫囂，氣氛十分惡劣；完場前一分鐘，韋迪與鮑維互有動作，引起雙方球員扭作一團，幸好及時制止而未有重大事件發生，韋迪與鮑維各領一面黃牌，西看台的球迷開始鼓噪及投擲雜物，球賽怱怱完結。 賽後數百球迷在球場外聚集，高叫要打球證，擾攘十分多分鐘後陸續離開，沿途叫囂並踢爛交通燈、路牌、垃圾桶及拍打路邊車輛洩憤，大批「藍帽子」一直在旁監視，滋事球迷在百德新街再次集結，連同圍觀途人約有近千人大聲叫囂，適時香港專上學生聯會正舉行「罷買日貨」活動抗議日本篡改侵華歷史，羣眾轉移目標搗亂附近的日資百貨公司，先將一個垃圾桶拋入大丸，繼而打破松坂屋一幅大玻璃櫥窗，警察機動部隊隨即分隊驅散羣眾，並拘捕兩名男子帶回百德新街派出所，人群湧到派出所門前要求放人，警員一方面增援，一方面廣播勸告羣眾離開，羣眾才逐漸散去。

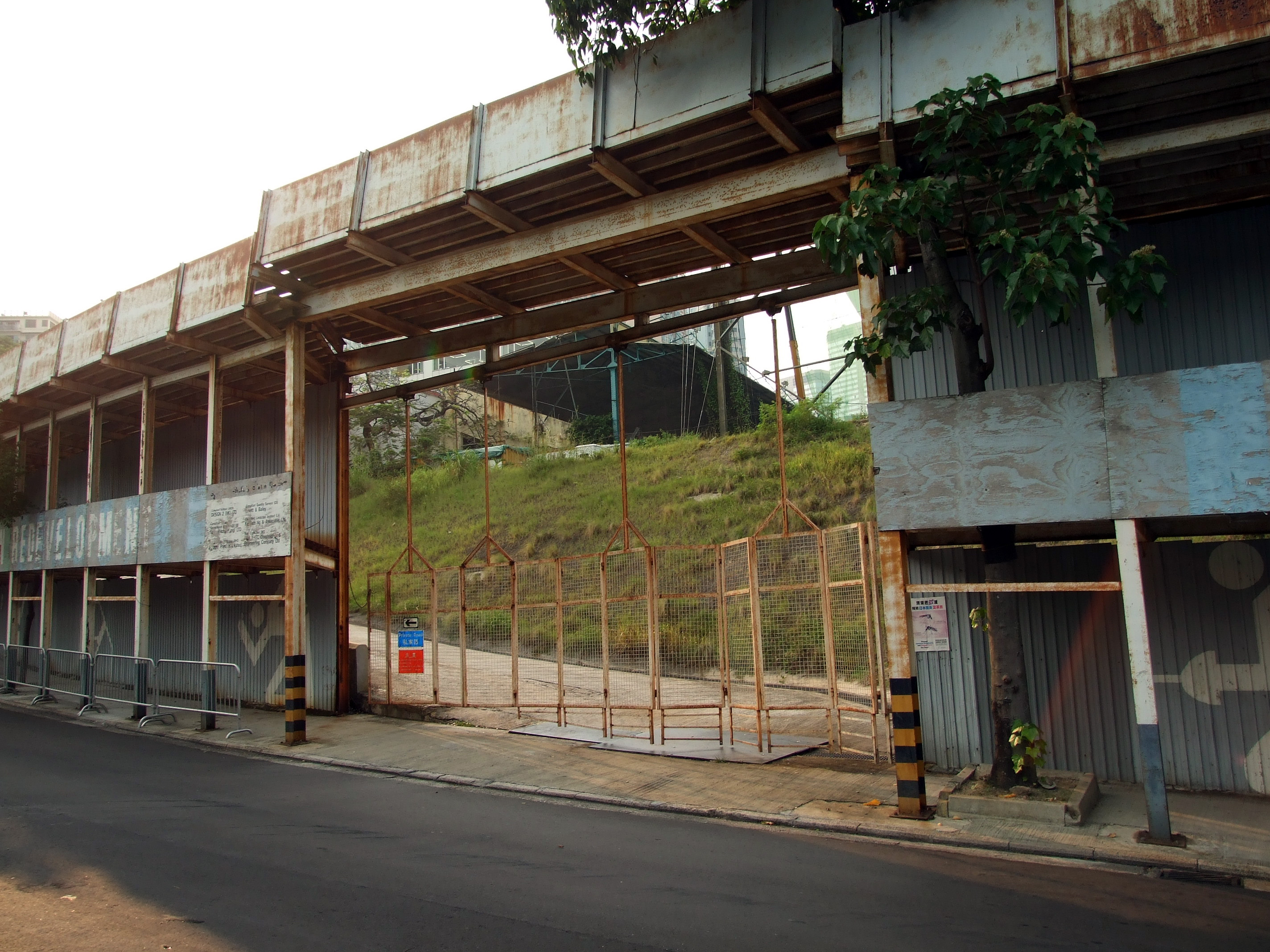
南華球場旁的斜路是在大球場賽後球員返回宿舍的捷徑，常會有大批球迷聚集守候。

10月14日以0-4慘敗於精工腳下， 開季4戰1和3負僅得1分，南華急忙「換血」變陣，放棄范蘇斯、黎路臣及楊確，先後加入森寶、史唐及葛尼士， 首戰1-1賽和菱電取得1分， 次仗擊敗荃灣連取三分。而在銀牌分組初賽4戰僅和一仗墊底出局。1983年2月6日0-1負於東方後，聯賽首循環9戰只得4分排於榜末， 南華決定再次增兵，加入由戴歷·居理推荐來自的米勒， 更於2月16日公佈由持有教練牌的米勒取代黃興桂執掌兵符應付下半季的比賽。 米勒正式掌符後進行第三次「換血」，從蘇格蘭引進賀班、基寧及麥哥，到了5月中南華14戰僅得7分仍然敬陪末席，南華再「加碼」邀請前蘇格蘭國腳韋利·莊士頓（Willie Johnston）到港協助救亡。5月19日0-1不敵精工， 隨著護級對手東昇、海蜂及菱電紛紛搶分成功上岸，5月24日南華對荃灣只是排名之爭，最終南華0-2敗陣篤定降級。7月14日由愉園及東昇聯名入信香港足球總會要求挽留南華留級甲組， 而各甲組會亦一致通過支持執委會去函作出挽留， 隨著乙組只有先特霸升班，而警察及港會表明不會升班，甲組尾二的荃灣又不願留級，加上菱電退出，足總執委會通過根據聯賽章則第五條B8去函南華要求留級， 於7月19日正式發函。7月25日南華會名開特別執委會會議，到會共72名執委委員，經過一輪激辯後用舉手投票決定，38人贊成、6人反對及28人棄權，會後由主席許晉奎宣佈接納足總邀請留級，來屆軍費約350萬元，繼續聘用外援。
1983/84年球季，經過兩個失意球季後，南華聘任黃文偉任教練一職以穩定軍心，放棄已有離心的尹志強、陳懷偉及蔡育瑜等，委任周啟奎為足球部副主任，華將補入何容興及曾英全，上屆外援只留用沙貝加，新簽入何佳及拉南兩名上屆已在港比賽的球員，另加新外援麥格夫（Chris McGrath）及基夫笠臣（Keith Robson）兩人，這一決定得到了成功，在本球季中，南華重登聯賽榜第四位。1984年洪金寶入閣南華，並仿照「精工八二」組成「南華八四」，其後兩隊合併組成「香港明星足球隊」。
而於1984/85球季，南華重振聲威，季中一度壓倒精工位處榜首，但在四月的總督杯決賽與精工激戰120分鐘以3-4敗陣，失落錦標之餘也令球隊出現大量傷兵，以至在季尾數場賽事接連失分，最終當季僅以兩分之差敗給精工屈居第二。1985/86球季，南華終成功壓倒精工、愉園等強隊奪得他們八十年代首個甲組聯賽冠軍，但同一時間，精工於1985/86球季結束後因不滿香港足球總會決定於1986/87年球季開始一連三季實施「全華班」，拒絕外援註冊， 而宣佈解散，大量優秀球員流入南華，令球隊再次成為聯賽「一哥」，球隊連得1986/87和1987/88球季冠軍，1987/88年更憑閉幕戰5-1大勝東方，24戰與愉園同得60分，以得失球率壓倒對手而蟬聯冠軍。1988年林建岳離任南華足球部主任，帶同梁守志及7名主力球員包括黃文財、張志德、賴羅球、余國森、黎永昌等下山入主花花，並冠名為麗新花花。
南華球員包辦八十年代末的香港足球先生，顧錦輝於1987年獲選，而陳發枝則在1988年及1989年連續兩年當選；山度士於1988年獲得最佳年青球員，而招重文在翌年亦當選最佳年青球員。

### 九十年代

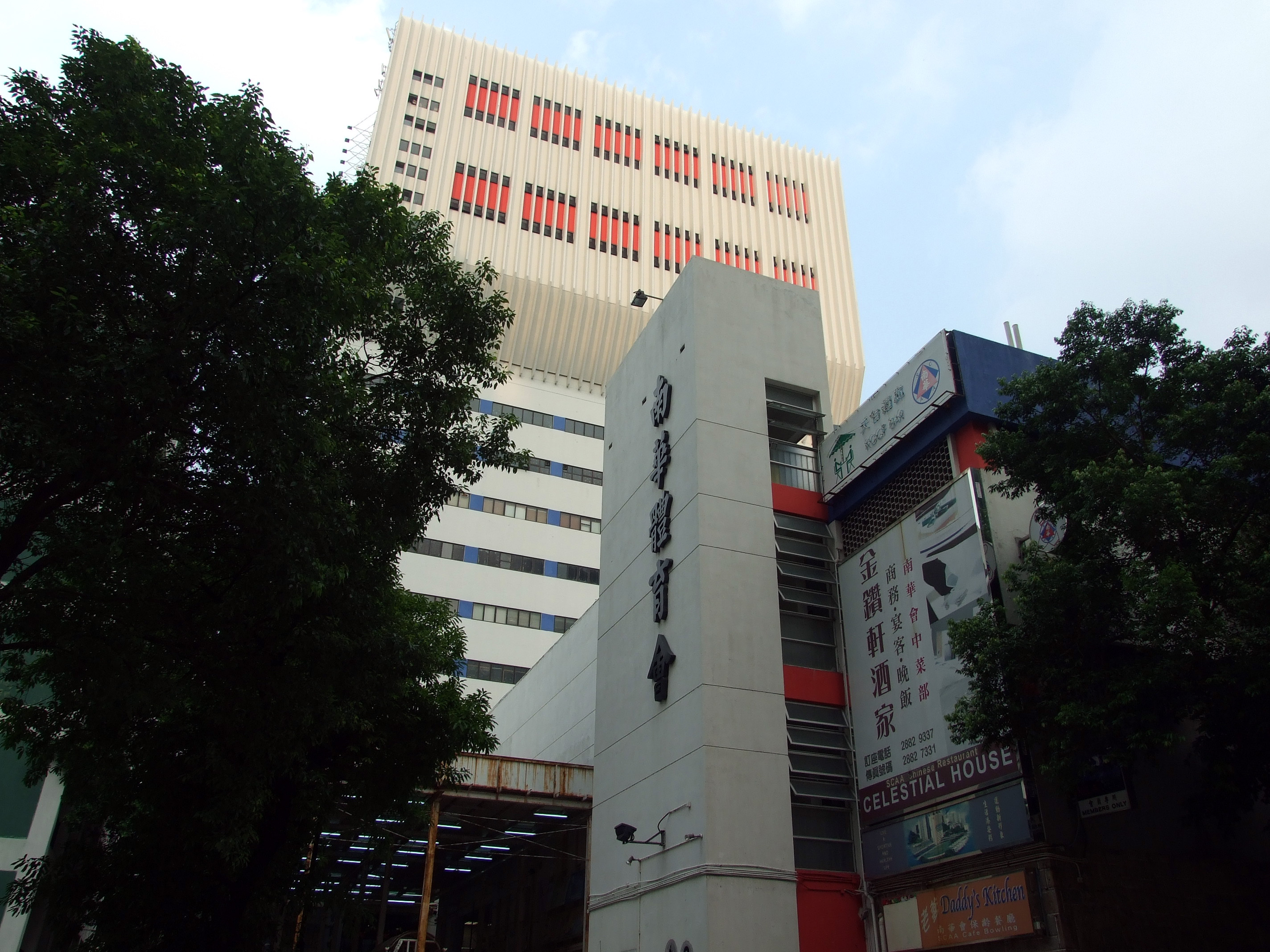
現在南華體育會的加路連山會所。

踏入九十年代初，南華接著八十年代末的氣勢，再得1990/91和1991/92年球季冠軍，而也因在1993年盃賽上得到冠軍，可以參加1994年的亞洲盃賽冠軍盃。南華先在盃賽的東亞區首圈以總比數3-0挫中國球隊大連隊，次圈則以總比數6-1擊敗印度球隊東賓高，成功獲得東亞區的決賽席位，決賽上要面對日本球隊橫濱水手。可是橫濱水手於隨後退出，令南華可以歷史性地參加總決賽，但兩回合計以2-6不敵沙烏地阿拉伯球隊艾卡迪沙，只得亞軍，不能創造歷史。
而於同年，南華加上東方借將譚拔士和李健和，在表演賽中以4-2擊敗了當時擁有李安納度、卡富、祖連奴等世界一級球星助陣的應屆洲際盃冠軍聖保羅。
南華雖然在亞洲盃賽冠軍盃和面對外隊上有驚喜表現，於聯賽上的表現卻平平，完全被東方搶了風頭。東方一向在聯賽上都只是中游份子，但1991年麗新足球隊宣佈退出甲組聯賽，李健和等一眾前麗新的高質球員轉投與麗新有密切關係的東方，東方之後更吸納了南華的譚拔士，令球隊成績立刻大躍進。東方於1991/92年球季中初初冒起，擴軍後首季便僅敗給南華得到亞軍，而1992/93年球季9月20日揭幕「東南大戰」即以5-0大比數擊敗衛冕冠軍的南華，而之後還以入38球失0球勝出首循環所有賽事，並於1992/93、1993/94和1994/95年球季中高分奪冠，令往後的被球迷稱為「東方王朝」，南華於當時完全不是東方的對手。
可是於1995年東方因球市走下坡而改組「青春班」， 於是如李健和、譚拔士、鄭兆聰等的大量高水平球員流入南華，令南華在往後數季再次封王。而另一批東方球員包括奧沙及基亞則流入新起之秀快譯通，兩隊在往後數季都各有數次成為冠軍，南華也在這爭持的環境下步入千禧世代。
山度士在1990年及1991年連續兩年獲選為香港足球先生，而陳炳安（1992年）、鄭兆聰（1996年）、歐偉倫（1997年）及丘建威（1999年）亦先後當選；陳志康則在1996年獲得最佳年青球員；基保（1993年）及吳群立（1995年）獲選最佳外援球員。1999年「世紀香港球星選舉」中，黃文偉、山度士、黃志強、高寶強、姚卓然、莫振華、何祥友及胡國雄獲選「千禧香港球星」，而李惠堂更得到「世紀榮譽大獎」。

### 二十世紀後期球會榮譽
| 競賽名稱   | 次數 | 年份                                                     |
| ---------- | ---- | -------------------------------------------------------- |
| 甲組聯賽   | 7    | 1986年、1987年、1988年、1990年、1991年、1992年、1997年； |
| 高級銀牌賽 | 7    | 1986年、1988年、1989年、1991年、1996年、1997年、1999年； |
| 足總盃     | 7    | 1985年、1987年、1988年、1990年、1991年、1996年、1999年； |
| 總督盃     | 6    | 1987年、1988年、1991年、1993年、1994年、1998年；         |

粗體字年份奪得雙料冠軍；再加斜字體年份奪得三冠王

## 近期（2000年－）

### 千禧年代初期
2000年代初，更多如愉園、晨曦、傑志等的球隊加入了爭持，令千禧年代初期成為香港足球歷史上的大亂世，而南華則在1999/2000年球季成功突圍，得到該屆的甲組聯賽冠軍。
而在2001年11月29日，南華在亞洲盃賽冠軍盃的第二圈主場憑甄馬田大演「帽子戲法」以3-2「爆冷」擊敗日本甲組聯賽球隊清水心跳。賽後獲亞洲足協選為亞洲2001年11月最佳球隊，而這更是香港球隊首度贏得這榮銜。 可惜同年12月19日的次回合，南華作客大敗6-0，未能晉級。
不過好景不常，南華因為認為香港球隊已有太多外援而於2003年決定遵從足隊本身宗旨之一的「華人足球隊」而實行「全華班」（全華人球員），並削減班費。此舉令多位球星如李健和與丘建威，以及另外4位外援被逼另投他隊 。
南華實力大幅倒退，直至2005年1月，推行「全華班」政策年多失敗後，雖然引進澎馬流浪的巴西射手雅迪等外援加盟。可是，表現絲毫沒有進步。
2005/06年球季，南華終屈服於外界的壓力，總監梁守志大量引進國援欲增強實力，其中球隊以超過300萬元年薪和著名國腳後衛張恩華簽約，希望加強南華糟糕的防守能力，但他們得過且過的心態使球隊難與其他球隊比拚，南華實力不進反退，且不再是爭標分子。
而於2005/06年球季，球隊在該季最後一戰以僅以1-1賽和公民，賽14場僅得13分，2006/07年球季原須要降落乙組作賽， 幸好後來足總增加甲組球隊數目，南華向足總申請留級。足總採納了南華的建議，並要求南華承諾籌組一隊具實力的球隊留在甲組作賽。

### 重新組軍
申請留級成功後，博美娛樂主席兼前球會班主羅傑承重返球隊，並以1,000萬港元巨額班費展開新球季。新球季南華進行了大換血，僅留用8名球員，又簽入巴西籍外援迪天奴、T史高斯等高水平球員，並聘請葡籍名將阿曼龍擔任主教練。可是，表現仍舊未如理想，更在聯賽中爆冷不敵護級份子港會2:3。足主羅傑承忍無可忍下，終辭退阿曼龍，並由巴西籍的前南華教練米路代替。 米路成為新教練後，表現大大改善，在2006/07年球季後來居上，終以42分完成聯賽，和原來的榜首球隊傑志同分，並以對賽紀錄較佳壓過傑志捧走冠軍寶座。

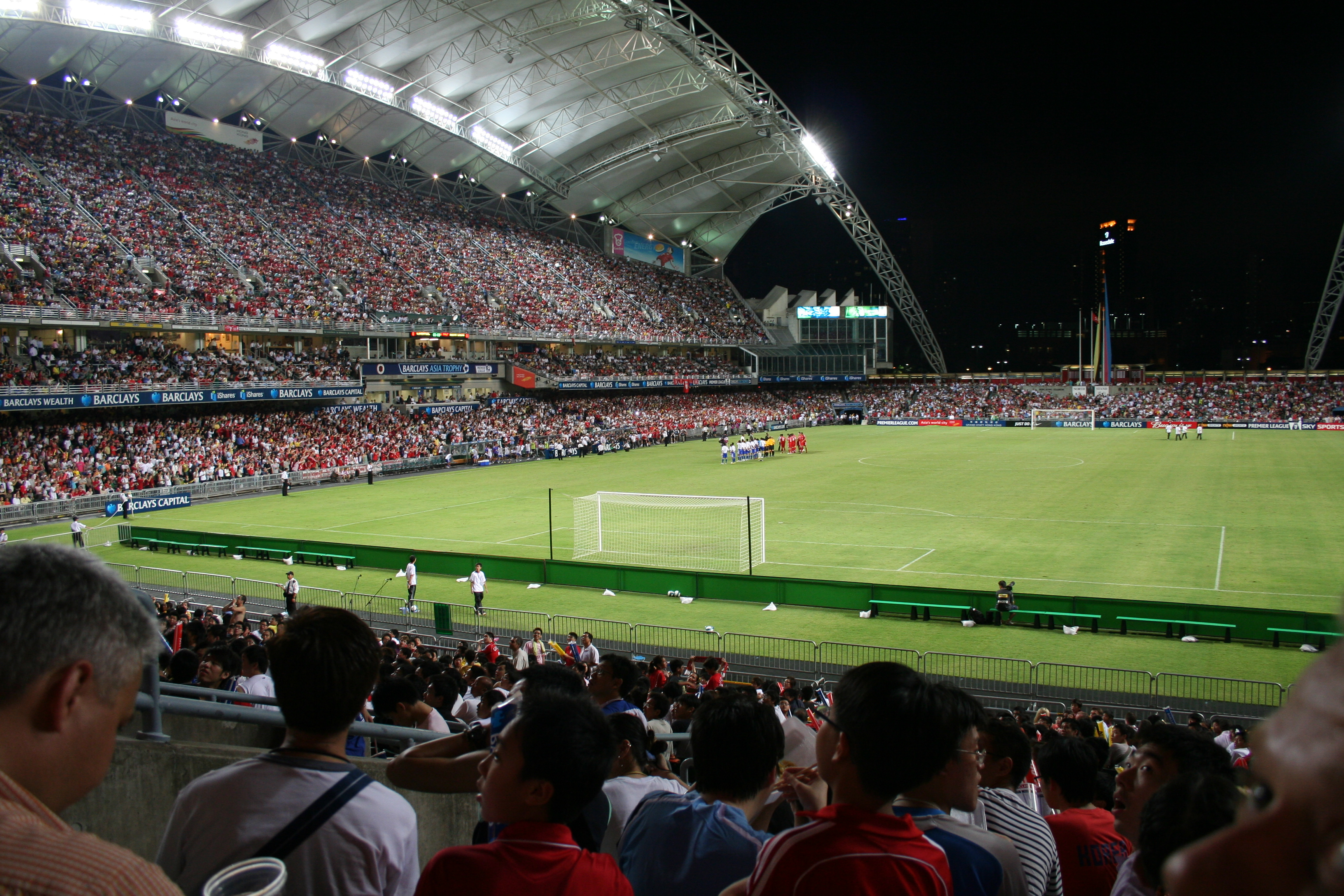
南華在2007年7月24日舉行的2007年巴克萊亞洲錦標賽中對戰利物浦

2007年巴克萊亞洲錦標賽於7月在香港大球場舉行，南華以應屆香港足總盃冠軍身份與英超聯賽球隊利物浦、富咸及樸茨茅夫進行淘汰賽。最後南華以包尾完成賽事，但初賽中隊長李海強憑46碼的美妙罰球射破由英格蘭國門卡臣把關的利物浦大門，令外國傳媒為他帶來亞洲罰球王的美譽。
2007/08年球季亦非常順利。南華雖多番被港甲的新貴公民威脅到其榜首位置，最終仍以2分壓過公民，有驚無險地取得兩連霸。 南華雖然重新成為香港足球的班霸，但球隊卻於2008年亞洲足協盃分組賽中早早出局，在旺角大球場三場主場比賽中輸掉兩場於新加坡內政聯及马来西亚吉打，表現教人失望。
踏入2008/09年球季，南華決定重新起用華人教練，於是主教練一職由曾偉忠替上，然而他隨後因身體出現不良情況而決定辭職，暫時委任有「神奇教練」之稱的廖俊輝出任代教練一職。重任華人教練後南華成績反而進步，並協助南華處於2008/09年球季季初榜首。
南華在2008年尾聘任有多年港甲經驗的南韓援將金判坤為領隊，重點改善球隊的體能。 及後會方再聘任金判坤舉薦的體能教練徐龍河為專業體適能教練，並引入費蘭度、卡卡、金永健及利偉倫增強實力。但球隊卻先後於高級銀牌賽、聯賽盃和足總盃中被新組班的友會天水圍飛馬擊敗。雖然球隊於2009年5月1日反勝康宏晨曦後提早一輪奪得聯賽錦標，完成聯賽3連冠，但當球季南華未能得到兩個以上的錦標。

### 打入亞洲
南華於2008/09年球季的本土賽事未有進步，但亞洲賽事卻令人眼前一亮。2009年亞洲足協盃賽前因以往賽事成績欠佳而未被看好的南華，在分組賽中以不敗成績首名出線。十六強的單回合主場賽事中對戰經常擊敗香港球會的新加坡球會內政聯，在全季最多的8,972人主場入場支持下，大勝4比0，成功晉級八強。
2009年8月尾，香港隊參與在台灣高雄舉行的2010年東亞足球錦標賽準決賽圈。香港足球總會董事伍健指東亞盃賽期影響香港各球會的季初習訓，所以建議因亞協盃而提早開季的南華代表香港出賽，並經足總副主席貝鈞奇、南華班主羅傑承等人同意通過。 然而由於足總外判港隊予南華，使一些常規港腳未能入選港隊，反之未曾在甲組聯賽上陣的梁倬軒及「退出」了港隊陳志康則因為是南華球員而入選，引起社會的極大迥響。 由全南華球員組成的香港隊在爭議聲中出發，卻打出近年來港隊的最佳成績，首場大勝中華台北4比0，次場與朝鮮打成0比0平手，尾場更狂勝關島12比0，打入2010年東亞足球錦標賽決賽圈。
2009-10年球季開始前，南華於8月2日在香港大球場與英超著名球會熱刺進行一場友賽，南華憑藉陳肇麒和李海强的入球，以2比0擊敗對手。
連接上賽季的2009年亞洲足協盃八強，首回合於9月15日舉行，南華作客烏茲別克尼夫治，在曾領先3比2的情況下，最後因補時階段被罰具爭議性的十二碼，以4比5僅負，惟取得四個作客入球。次回合開賽前，T史高斯及陳肇麒被罰臨時停賽，令南華失去兩名進攻重心。次回合於9月30日於香港大球場舉行，南華憑巴西前鋒卡里祖於開波2分鐘頭槌建功，在超過20,000名情緒高漲的主場球迷見證下以1比0勝出。兩回合雙方打成5比5，南華憑作客入球優惠，晉身四強，將會對科威特聯賽冠軍阿爾科威特。

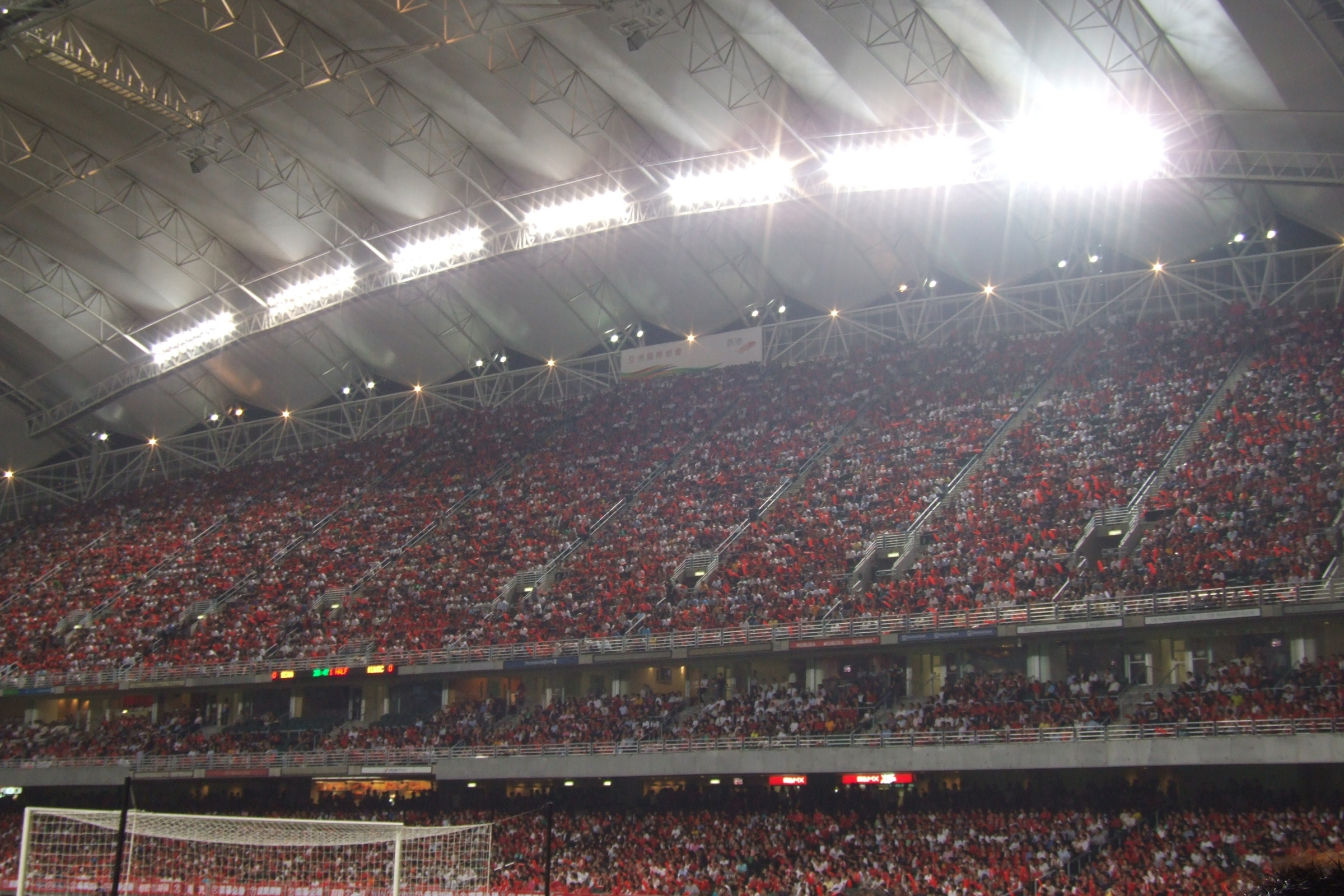
亞洲足協盃四強第二回合，香港大球場出現一片紅海。

2009年亞洲足協盃四強首回合於2009年10月15日舉行，南華作客阿爾科威特。雙方在上半場互無記錄，阿爾科威特在下半場憑馬索和艾馬達的入球領先2:0，落後0:2的南華在比賽未段，由卡里祖接應李海強開出的角球再二傳卓卓近門左腳射入作客入球追成1:2完場。
次回合賽事在2009年10月21日下於香港大球場舉行。公開發售的3萬8千張門票在賽前個半小時已告售罄，香港大球場再次紅旗飄揚，一共有37,459名觀眾捧場，門券收入約二百萬，打破香港正式賽事的最高入場人數紀錄。賽事最大爭議點在65分鐘發生，陳肇麒在右路傳中，郭建邦接應後傳給卡里祖，卡里祖在對方守衛力壓下後腳傳給李海強，李海強左腳近門篤射中柱彈入網窩卻被旁證誤判越位，入球作廢。激發部分球迷向球場投擲水樽泄憤，阿爾科威特更一度因後備席廂被擊中而要求場監保護，令賽事一度終止近5分鐘。及後於82分鐘，競技隊阿勒米左路引球推過三名南華守衛後扣回右腳施射近柱入網。但最終阿爾科威特以1:0擊敗南華，兩回合計以3:1晉身2009年亞洲足協盃的決賽。南華失足於2009年亞洲足協盃四強，無緣創造香港足球的歷史。

### 再次擴軍
踏入2010年尾和2011年初，南華再次積極擴軍。2010年11月5日，南華足主羅傑承宣布出身曼聯的前英格蘭國腳畢特將於11月尾期間到本地勁旅南華跟操，中美洲國家洪都拉斯國腳謝利·帕拉西奥斯亦曾來港跟操，不過僅僅一星期便離隊。畢特穿起球隊南華 12 號球衣，於對天水圍飛馬的聯賽中披甲上陣，並於12月正式宣布將於2011年1月正式加盟，協助球隊爭奪亞洲足協盃。。
2010年12月25日，南韓籍領隊金判坤正式宣布因病轉任球隊顧問，由助教陳浩然接任，南華並且從中甲球隊廣東日之泉成功羅致中堅祖爾及前香港甲組足球聯賽神射手基奧雲尼，二人將於2011年1月正式加盟。
2011年1月6日，南華足主羅傑承在網誌宣布了五件事。令人最意外的是宣佈季前離隊他投的中堅陳偉豪重返球隊，簽約一年半。另外中堅祖爾轉會一事，有少許阻滯但仍然落實。前鋒基奧雲尼則註冊手續已辦妥。中場畢特則在1月26日重返球隊。令人比較意外的是前鋒卡尼祖，他早前請假回鄉探望父親，原訂於1月3日回港，但上週聯絡球隊，因為要結婚，改於1月6日歸隊。但當天他沒有現身，球隊再聯絡他，他申請再延遲幾天暫定於1月11日回港，隨即被借用到天水圍飛馬。繼畢特後，2011年1月20日南華於球會官方網頁正式宣佈，曾效力車路士及馬德里體育會等球會的前塞爾維亞國腳基士文加盟，並且簽約至季尾。1月22日南華官方正式宣佈，效力於杭州綠城的中堅吳偉超重返南華，簽約至2012年5月。2011年4月3日，南華於聯賽第二輪作客將軍澳運動場，被傑志以 0–2 落敗，導致最後失落聯賽冠軍。5月4日，南華作客不敵印尼的佩西普拉，亞協盃小組出局，畢特和基士文的表現並未合乎球會及球迷要求，他們先後於季尾離開南華。
2011年4月3日，南華於聯賽第二輪作客將軍澳運動場，被傑志以 0:2 落敗，導致最後失落聯賽冠軍。5月4日，南華作客不敵印尼佩西普拉，亞協盃小組出局，畢特和基士文表現未如人意，先後於季尾離開南華。
2011年6月28日，羅傑承在南華足球隊官方部落中宣佈，聘請斯洛伐克籍教練高世安執掌南華，接替陳浩然。2012年1月23日，基士文強勢回歸南華，並且參加亞洲超級球會挑戰盃2012，賽前宣佈完成賽事後會在南華掛靴。1月26日基士文完成亞洲超級球會挑戰盃2012季軍戰後，於香港大球場舉行掛靴儀式。

2012年，南華近兩季皆與聯賽冠軍無緣，球會在季尾大肆擴軍，簽入巴西防守中場狄卡奧，以及從天水圍飛馬簽回另一巴西球員伊達以及香港中場李康廉，同時在日之泉JC晨曦簽入後衛積施利及中場陸志豪，力圖重奪失落2年的聯賽錦標。2013年4月19日，傑志作客太陽飛馬，只能 1–1 賽和，同時亦代表南華提早兩輪，重奪失落兩年的聯賽錦標。
2014年1月12日，南華以 2–1 反勝太陽飛馬，重奪失落三年的高級組銀牌錦標。2014年5月30日，南華以 1–0 擊敗東方沙龍，取得2015年亞洲足協盃參賽資格。

### 港超成立
2014年5月31日，羅傑承離任，結束八年南華足主之職。2014年6月1日，南華宣佈從事石油勘探開採設備業務的張廣勇接任新一季足球部主委。2014–15賽季，南華成為香港超級聯賽始創球隊之一，張廣勇首季便豪花2,000萬班費希望帶領南華重新上路，可是戰績卻未如預期在本地賽接連失利，首季已無緣錦標，2015年5月13日，南華以 3–0 作客大勝緬甸的亞達納邦，在2015年亞協盃 G 組小組賽六戰全勝，成為首支在亞協盃分組賽六戰全勝的東亞球隊。 2015年5月26日，南華在旺角大球場以 2–0 擊敗印度的班加羅爾，晉身亞協盃八强。2015年6月18日，在馬來西亞吉隆坡亞洲足協總部，亞協盃八強抽籤會上，南華抽到上籤，對戰由南華前阿根廷主帥馬里奧領軍的馬超的柔佛DT。
2015年8月25日，亞洲足協盃八強首回合，南華作客以 1–1 逼和馬來西亞的柔佛DT。2015年9月15日，亞洲足協盃八強次回合，南華主場以 1–3 不敵馬來西亞的柔佛DT，正式出局。2016年1月，右後衛積施利轉投中國超級聯賽球會長春亞泰，簽約五年。進攻中場伊達轉投中國甲組聯賽球會新疆天山雪豹。
2016年1月，南華簽入兩位前鋒，分別為前厄瓜多爾國腳菲力斯·保耶及前澳洲國腳格菲斯。同時獲中國超級聯賽球會遼寧宏運的港隊中堅科夫加盟。1月中回收灝天黃大仙的港隊門將曾文輝備戰亞洲足協盃。1月23日簽入前港隊效力夢想駿其的中場朱兆基加強華人班底。2016年2月6日，南華作客到佛山里水訓練基地友賽上屆中超、亞洲聯賽冠軍盃雙料冠軍及世界冠軍球會盃殿軍球會廣州恒大，恒大今季班費估計超過十億人民幣，加上球星如雲。但結果南華憑陳肇麒下半場頭槌領先之下，後被對方的中國國腳中場鄭龍替恒大扳平，最後一比一打和。2016年2月24日，亞洲足協盃分組賽首場賽事，南華作客緬甸球會仰光聯，上半場賴恩格菲斯十二碼先入一球，之後給對手扳平，下半場再輸一球，最終負一比二。
2016年3月9日，亞洲足協盃分組賽第二場，主場對印度球會莫亨巴根，惨負零比四。2016年3月16日，本土洋將中堅羅素獲發香港特別行政區護照。入選2016年3月24日香港作客卡塔爾世界盃亞洲區外圍賽分組賽 30 人初選名單。2016年3月16日，亞洲足協盃分組賽第三場，南華作客馬爾代夫球會馬茲亞，上半場由陳肇鈞 36 分鐘頂入一球，下半場先給對手扳平，加上左後衛張健峰擺烏龍。最終負一比二。三戰連負得零分，分組賽出線變得相當困難。2016年5月11日，亞洲足協盃作客印度球會莫亨巴根，由羅曉聰、賴恩格菲斯、艾華連入三球取勝，亞協盃16強作客菲律賓球會塞列斯。2016年5月18日，菁英盃決賽，謝家強補時扳平，1比1打和。十二碼階段，艾華，羅曉聰，摩拉先後射失，對方只有鄭禮騫射失，輸二比四，總比數輸三比五給香港飛馬。2016年5月21日，港超聯季後附加賽，對冠忠南區，南區憑陸志豪及蘇沙先後建功，領先兩球，下半場南華靠賴恩格菲斯十二碼追近一球，但最終輸一比二，無緣下季亞洲賽事，南華成績五大皆空只拿下社區盃冠軍及菁英盃亞軍，渡過一個失敗的球季。

### 最後時光
2016年5月24日，南華於亞協盃16強作客菲律賓球會塞列斯憑加時下半場2分鐘外援中場卡路士的入球晉身亞協盃八強，2016年5月26日，南華公佈來季組軍隊中七成球員留效，惟部份表現較差的球員會棄用包括前元朗中堅張志勇、前東方中場梁子成等球員，而看守教練列卡度完成 2015–16球季下半季暫代主教練的職責，因表現稱職下季獲留用職位是球隊助理教練。2016年7月30日，南華在香港大球場友賽意大利勁旅祖雲達斯，賽前外援球員保贊因傷不能出場及新簽外援中鋒高美斯未有工作證未能出場，球員陳肇麒先在上半場取得入球，最終南華以 1–2 僅負祖雲達斯失落AET國際挑戰盃冠軍。2016年8月3日，南華宣佈羅致香港飛馬左中場的羅港威，是次並不是借用而是正式加盟，簽約兩年球衣號碼為24號，其後於2016年9月13日主場對柔佛DT的亞協盃八強首回合憑新加盟的外援高美斯在下半場補時階段入球以1–1逼和應屆亞協盃冠軍柔佛DT，於2016年9月20日的亞協盃八強次回合作客以 1–2 不敵柔佛DT總比數 2–3 出局。2016年10月31日，南華宣佈落實由狄恩出任主教練，南華於2017年5月4日的足總盃決賽以 1–2 不敵傑志連續三季四大皆空，而球員朱兆基賽後亦當選決賽最有價值球員，2017年5月20日，南華於季後附加賽4強以 1–6 不敵東方龍獅無緣來屆亞洲賽。2017年6月5日，南華宣佈由於未能找到班主注資，決定來屆退出香港超級聯賽並申請降班至香港甲組聯賽，重點培育青年球員，已獲得香港足球總會董事會接納。這將是南華百年來首次從頂級聯賽降班。

### 自降甲組

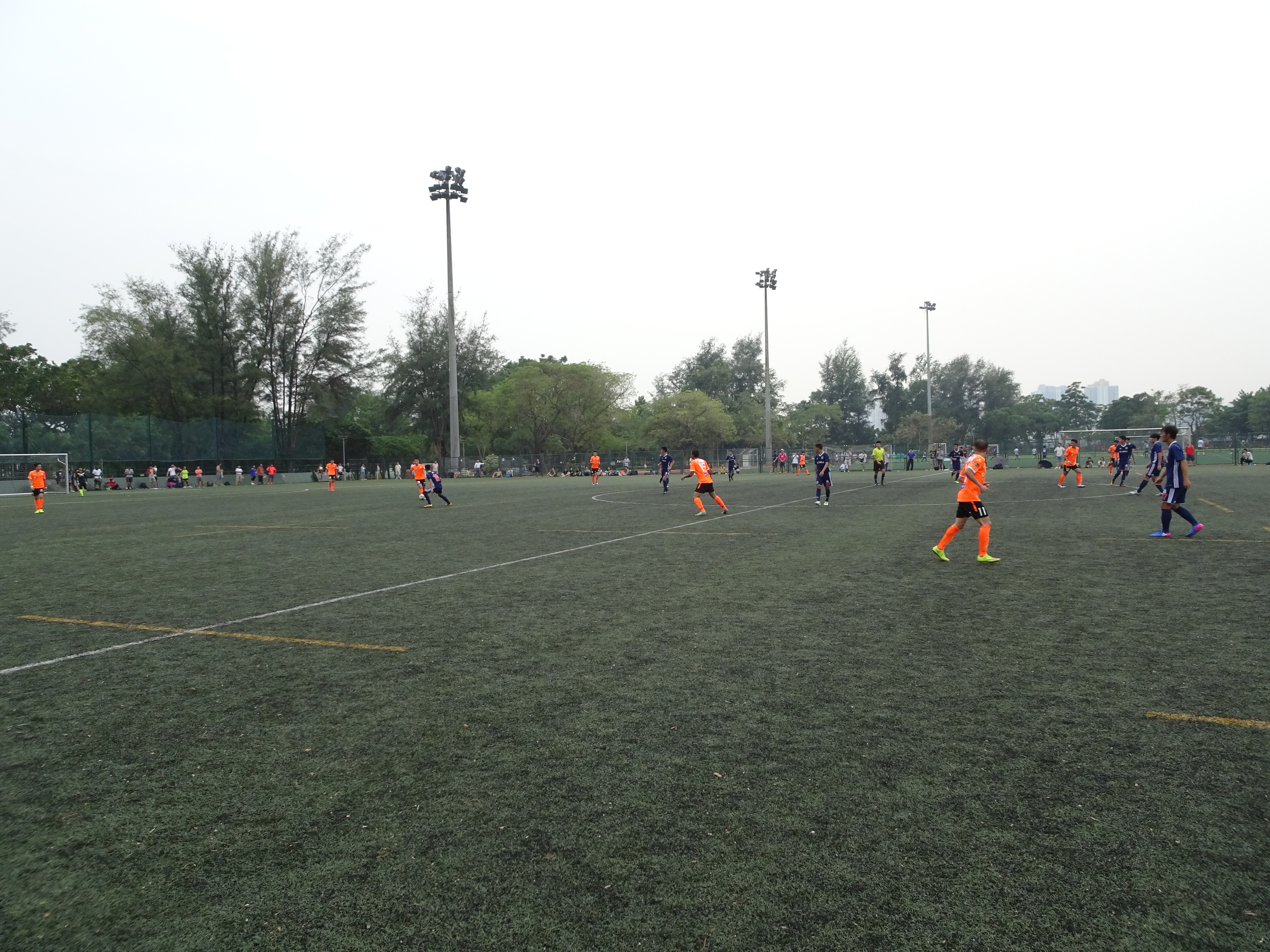
南華首場甲組聯賽對晨曦

2017年6月19日經過南華董事會開會後，所有執委一致贊成自降甲组方案，南華足球部亦落實十年青訓計劃，暫時將體育大樓13樓足球部改建其他用途，將所有前任足主羅傑承和張廣勇下屬解約。一眾南華主力球員包括陳偉豪、梁冠聰、梁諾恆、保贊、羅港威、陳肇麒及高美斯全數被解約，大部分球員已經轉投其他港超球隊。2017年9月，南華公佈新任足球部青訓主任林大輝起用大量U16至U18球員，加數名前港超及港甲球員，力圖保住港甲一席位。2017年10月，訂下5加5計劃，希望用5年時間在甲組培養年青球員。到5年後年青球員成熟，再用5年時間爭取重返港超。
南華以一班青年球員，並邀請兩位年屆40歲前港隊成員郭裕洪及潘耀焯加盟迎戰港甲，南華港甲首戰以零比一不敵灝天晨曦，第二場以三比零取得港甲首場勝利。南華最終在港甲以十勝八和十二負只取得第十一名成績。在2018–19年香港甲組聯賽，南華以陣容不大變動下，以第八名完成聯賽。
一批老將如蔡仲賢、李樹烊、郭裕洪、杜瀚滔等球員離開，再提升楊憲樂等千禧後小將上一隊，令球隊真正年青化。亦簽入兩名日籍外援及兩名有港超經驗球員加盟，包括中場葉頌朗及前鋒葉佳，今季希望爭取甲組中游位置。因為2019冠狀病毒病疫情影響今季甲组賽事腰斬，腰斬前南華在港甲以七勝三和三負第四名完成，季尾部份有潛質球員轉投港超球會、包括中場黃皓雋。下一季香港甲組聯賽盡量在2020年11月開始，視乎疫情進展。
23一24年球季，2024年6月9日(星期日)足總盃(初級组)，九龍慈雲山蒲崗村公園下午3時對甲組中西區，上半場落後兩球，下半場憑中堅歐文洛頭鎚及左翼日本外援原健太近射扳平，可惜十二碼輸三比四。攻擊中場郭霆謙第一輪及防守中場日本外援伊藤肱平第五輪，被中西區龍門李瀚灏救出，只得亞軍。
24一25年球季，自降甲组第八個球季，2O24年6月9日(星期日)下午5時，南華主席盧潤森先生宣佈，香港經濟不景，港超入埸人數持續下降，暫時不會選擇升上港超，繼續留在甲組培訓年青球員，並歡迎港超球會邀請有潛質球員離隊。並宣佈24一25年球季足球部主任。22一24年足球部主任盧健生先生會安排做其他位置。24一25年球季足球部主任是徐志道先生，現職香港交通銀行總經理。

### 近期球會榮譽
| 競賽名稱   | 次數 | 年份                                             |
| ---------- | ---- | ------------------------------------------------ |
| 甲組聯賽   | 6    | 2000年、2007年、2008年、2009年、2010年、2013年； |
| 高級銀牌賽 | 6    | 2000年、2002年、2003年、2007年、2010年、2014年； |
| 聯賽盃     | 3    | 2002年、2008年、2011年；                         |
| 足總盃     | 3    | 2002年、2007年、2011年；                         |

粗體字年份奪得雙料冠軍；再加斜字體年份奪得三冠王

## 參看
- 南華足球隊
- 南華體育會
- 香港足球歷史